# Karl Lachmann
Karl Konrad Friedrich Wilhelm Lachmann, född den 4 mars 1793 i Braunschweig-Lüneburg, död den 13 mars 1851 i Berlin, var en tysk filolog och textkritiker, son till teologen Karl Ludolf Friedrich Lachmann.
Lachmann blev 1818 professor i Königsberg och 1825 i Berlin. Tillsammans med Jacob Grimm grundade han den germanistiska vetenskapen i Tyskland. Han är främst känd för sin textkritiska analys av forntysk litteratur, där han tillämpade den klassiska filologins metoder på forskningen över den medelhögtyska epiken. 
Lachmann utgav bland annat kritiska utgåvor av Der Nibelunge Not und die Klage (1826), Walther von der Vogelweide (1827), Hartmann von Aues Iwein (1827 tillsammans med Georg Friedrich Benecke). Betydelsefullt är även arbetet Ueber althochdeutsche Betonung under Verskunst (1831). I Ueber die ursprüngliche Gestalt des Gedichts von der Nibelunge Not framställde Lachmann 1816 en teori om Nibelungensagans uppkomst ur 20 självständiga Lieder. 
Lachmann utgav även ett flertal arbeten inom den klassiska filologins område, särskilt rörande de homeriska sångernas uppkomst. Lahcmann utgav även en textkritisk utgåva av Gotthold Ephraim Lessings samlade verk i 13 band 1838-40.
Han gjorde sig även känd som översättare av skandinavisk litteratur, Shakespeare samt utgåvor av Nya testamentet. Han var också intresserad av teologi och sägs vara den första personen i Tyskland som läst den Tibetanska dödsboken.